# Force Publique
Force Publique (tiếng Pháp: [fɔʁs pyblik], Public Force; tiếng Hà Lan: Openbare Weermacht) là một lực lượng hiến binh và quân sự tại nơi ngày nay là Cộng hòa Dân chủ Congo, tồn tại từ năm 1885 (khi lãnh thổ này được gọi là Nhà nước Tự do Congo), qua thời kỳ thuộc địa của Bỉ (Congo thuộc Bỉ – 1908 đến 1960). FP được đổi tên thành Quân đội Quốc gia Congo hoặc ANC vào tháng 7 năm 1960 sau khi độc lập.
Lực lượng FP được thành lập ra dưới thời Vua Leopold II của Bỉ cai trị Nhà nước Tự do Congo, và lực lượng này chính là cánh tay đắc lực giúp vua Bỉ thực hiện tội ác của mình để nhầm tối ưu vơ vét nguồn tài nguyên của xứ thuộc địa. Dưới thời Leopold, FP đã bị cáo buộc nhiều tội danh giết người, ta tấn và chặc tay chân người bản xứ Congo, nếu họ không thể đảm bảo nguồn thu mủ cao su.